# Xanthoparmelia substenophylloides
Xanthoparmelia substenophylloides är en lavart som beskrevs av Hale. Xanthoparmelia substenophylloides ingår i släktet Xanthoparmelia och familjen Parmeliaceae.   Inga underarter finns listade i Catalogue of Life.